# Herb Mielca
Herb Mielca – jeden z symboli miasta Mielec w postaci herbu.

## Wygląd i symbolika
Herb przedstawia na tarczy błękitnej przyłbicę czarną, zwróconą w prawo, nań rogi czerwone – jeden bawoli, drugi jeleni, pod hełmem uncjalna litera „M” koloru złotego. Tarcza na kartuszu szarym, pod nim wstęga złota z obramowaniem czerwonym, na niej napis „MIELEC”.

## Historia
Najstarszy znany wizerunek herbu Mielca zachował się na odcisku pieczęci na dokumencie z 1535 r. Według opisu dr. Mirosława Maciągi, zawierał on uncjalną literę „M”, powyżej szyszak rycerski z dwoma rogami zachodzącymi na górną część otoku. Lewy róg był prosty, prawy rozgałęziony, a legenda wykonana gotycką majuskułą. Prawdopodobnie w XVI wieku zmieniono pieczęć z godłem, zachowując dotychczasowe główne elementy, lecz przedstawiając literę „M” o kształcie kapitałowym na średniowiecznej tarczy z wycięciem. Ponad szyszakiem rycerskim, ozdobionym spływającymi na tarczę labrami, znajdowały się wertykalnie ułożone rogi żubra i jelenia. 
Po rozbiorach Polski i uzyskaniu autonomii przez miasta galicyjskie w 1867 roku dokonano zasadniczej zmiany herbu Mielca, nawiązując do herbu Mieleckich – założycieli miasta. Stanowił go biały gryf w polu czerwonym z nosem i przednimi nogami koloru złotego oraz ze znajdującym się ponad tarczą klejnotem, przedstawiającym koronę i półgryfa siedzącego na trąbce. Herb w takiej postaci używany do 1957 roku, kiedy z okazji uroczystości 500-lecia miasta powrócono do herbu z okresu przedrozbiorowego.